# AIESEC
AIESEC (колишня абревіатура з фр. Association internationale des étudiants en sciences économiques et commerciales) — це міжнародна молодіжна некомерційна, непартійна, незалежна організація, повністю керована молоддю у віці від 18 до 29 років, метою якої є мир і реалізація лідерського та професійного потенціалу молоді шляхом міжкультурного обміну.

## Діяльність
AIESEC займається міжнародними програмами стажувань та супутньою діяльністю, яка надає стажерам можливість отримати практичну освіту, розвиває лідерський потенціал молоді завдяки організації різноманітних проектів, а також забезпечує освітній процес для членів організації і всіх, хто співпрацює з організацією.
Інноваційний підхід до розвитку молоді зосереджується на активній лідерській ролі, розвитку персональних та професійних якостей, побудові мережі контактів та вмінні вносити позитивні зміни в суспільство. Об'єднує студентів та молодих спеціалістів, які цікавляться проблемами у світі, лідерством та менеджментом.
AIESEC співпрацює з більш ніж 8000 організаціями та компаніями у 128 країнах світу, такими як, ING , DHL, Electrolux, InBev, ADB, HP, Microsoft, TCS та UBS.
Всі члени AIESEC проходять через офіційне залучення у діяльність організації, і лише потім починаються брати на себе відповідальність у певній сфері. Спочатку вони займають роль тім мемберів (team members), а після свого тьорму (term) можуть податися на вищу позицію — тім лідера (team leader).  Далі вони можуть вибирати між лідерською позицією і роботою закордоном, або й пройти обидві ці стадії за бажанням. Останній крок — використати всі навички, натхнення та контакти, отримані в AIESEC, роблячи позитивний внесок у суспільство.
AIESEC в цифрах:
- 86 000 членів організації у світі у 2 400 університетах у 128 країнах.
- 500 конференцій щороку,
- 15 000 волонтерських стажувань щорічно,
- 24 000 лідерських позицій щорічно,
- 945 000 випускників організації у всьому світі.[4]

## Історія організації
Засновники AIESEC почали побудову організації між 1946-1948, але чітке бачення та місія організації, були сформовані на Стокгольмському Міжнародному конгресі у 1949.
На конгресі у Стокгольмі в 1949 було офіційно створено фундацію AIESEC, та затверджено основні засади її роботи. Місією організації стало «встановлення дружніх стосунків між країнами і народами» через програму міжнародних обмінів студентів. Був призначений статус міжнародної, недержавної, некомерційної, неполітичної та нерелігійної організації.
Представники Бельгії, Данії, Фінляндії, Франції, Голландії, Норвегії та Швеції поставили свої підписи на установчих документах. З 1949 року AIESEC розвивається швидкими темпами: членами асоціації стали понад 120 країн.

## Історія AIESEC в Україні
У 1994 офіційно затвердили вступ України до організації. Першим президентом AIESEC в Україні стала Оксана Чорна.
На 2020 рік в Україні представництва організації працюють у 14 містах - Києві, Львові, Харкові, Одесі, Дніпрі, Чернівцях, Івано-Франківську, Тернополі, Вінниці, Кропивницькому, Черкасах та Рівному.
Одне із перших представництв AIESEC в Україні засновано у місті Івано-Франківськ ще 1989 року. Засновницею стала Олена Лапко.

## Міжнародні програми
Організація AIESEC надає можливість стати учасником міжнародних стажувань у таких напрямках:
Global Volunteer - це волонтерський досвід за кордоном, який дає змогу працювати над проектами, що допомагають розв’язувати соціальні проблеми. Завдяки цим проектам,  посилюється співпраця між людьми, а також створюється стабільне та здорове майбутнє. Тривалість волонтерського стажування - 6 тижнів.
Global Talent – це професійні оплачувані стажування від 3 до 12 місяців для людей віком від 21 до 30 років, що дозволяють покращити професійні навички та кар’єру в іноземному оточенні за кордоном.
Global Teacher - це професійні оплачувані стажування від 3 до 12 місяців для людей віком від 21 до 30 років , які спрямовані на педагогічну діяльність в іноземному оточенні за кордоном

## YouthSpeak Forum
AIESEC є організаторами молодіжного форуму - YouthSpeak Forum, на якому збираються представники з державного, громадського, бізнес-секторів, для того, щоб вони розповіли, які можливості для молоді може запропонувати кожна з цих сфер.
Партнери форуму взаємодіють з делегатами за допомогою сторітелінгу та воркшопів, щоб підштовхнути молодь діяти та робити зміни зараз. Учасники, бізнес та неурядові організації̈ можуть  обмінюватися думками та дізнаватися про існуючі рішення в різних галузях і як вони можуть спільно взаємодіяти між собою.
YouthSpeak Forum проводився у Києві, Харкові, Львові, Чернівцях та у Тернополі.

## World’s Largest Lesson
У липні 2016 року, організація AIESEC приєдналась до ініціативи UNICEF, щодо проведення Найбільшого Уроку в Світі. World’s Largest Lesson (Найбільший Урок у Світі) - ініціатива UNICEF, метою якої, є проведення занять та ознайомлення дітей із цілями сталого розвитку ООН.
UNICEF вірить, що всі діти в усьому світі повинні мати можливість ознайомитися з Глобальними цілями і відчути натхнення для вжиття заходів в їх інтересах.
В Україні Найбільший Урок у Світі проводився у Києві, Харкові, Львові, Тернополі, Чернівцях, Івано-Франківську, Вінниці, Кропивницькому.